# Leon Rupnik
Leon Franc Rupnik (Lokve, 10 augustus 1880 - Ljubljana, 4 september 1946) was een Sloveens generaal en politicus. Hij was van 1942 tot 1945 burgemeester van Ljubljana en van 1943 tot 1945 commandant van de Sloveense Domobranci, die collaboreerde met de Duitse bezetter tijdens de Tweede Wereldoorlog. Op 30 augustus 1946 werd hij ter dood veroordeeld door executie. 

## Biografie
Leon Rupnik werd geboren op 10 augustus 1880 in Lokve nabij Nova Gorica als zoon van de houthakker Franc Rupnik en Ana Ogrizek. Hij liep zijn lagere school in Idrija en zijn lager gymnasium bij de benedictijnen in Sankt Paul im Lavanttal, vooraleer hij in 1895 naar de kadettenschool ging in Triëst. Hij studeerde af als ingenieur-officier in 1903. Tussen 1905 en 1907 studeerde hij aan de officiersschool in Wenen. In september 1914 vocht hij tegen de Serven aan het Balkanfront, waar hij zich onderscheidde en tot kapitein werd benoemd. In 1915 werd Rupnik overgeplaatst naar het Isonzo-front en een jaar later naar het Oostfront. Op het einde van de oorlog verdedigde hij de Zuid-Dalmatische kust. 
Na het uiteenvallen van het keizerrijk Oostenrijk-Hongarije sloot hij zich in 1919 aan bij het Joegoslavisch leger als generaal-majoor. Door de jaren heen werkte hij zich op in de rangen en kreeg de rang divisie generaal in 1937. In 1938 werd hij bevelhebber voor de fortificaties in het Koninkrijk Joegoslavië en bouwde hij de Rupniklinie uit. Bij het uitbreken van de Tweede Wereldoorlog was hij gestationeerd in Zagreb. Rupnik werd gevangen genomen door de Duitsers en geïnterneerd in het gevangenenkamp Gonars. Hij werd later vrijgelaten en na een overeenkomst tussen generaal Mario Robotti en de hoofdcommissaris van de Provincie Ljubljana Emilio Grazioli, tot burgemeester van Ljubljana benoemd. Op 6 juni 1942 volgde hij Juro Adlešič op. Na de capitulatie van Italië in 1943 nam Duitsland de bezetting over en benoemde Friedrich Rainer hem op 22 september tot chef van de Provincie Ljubljana. In 1944 werd hij benoemd tot hoofdinspecteur van de Domobranci, waarvan hij op 5 januari 1945 ook opperbevelhebber werd. 

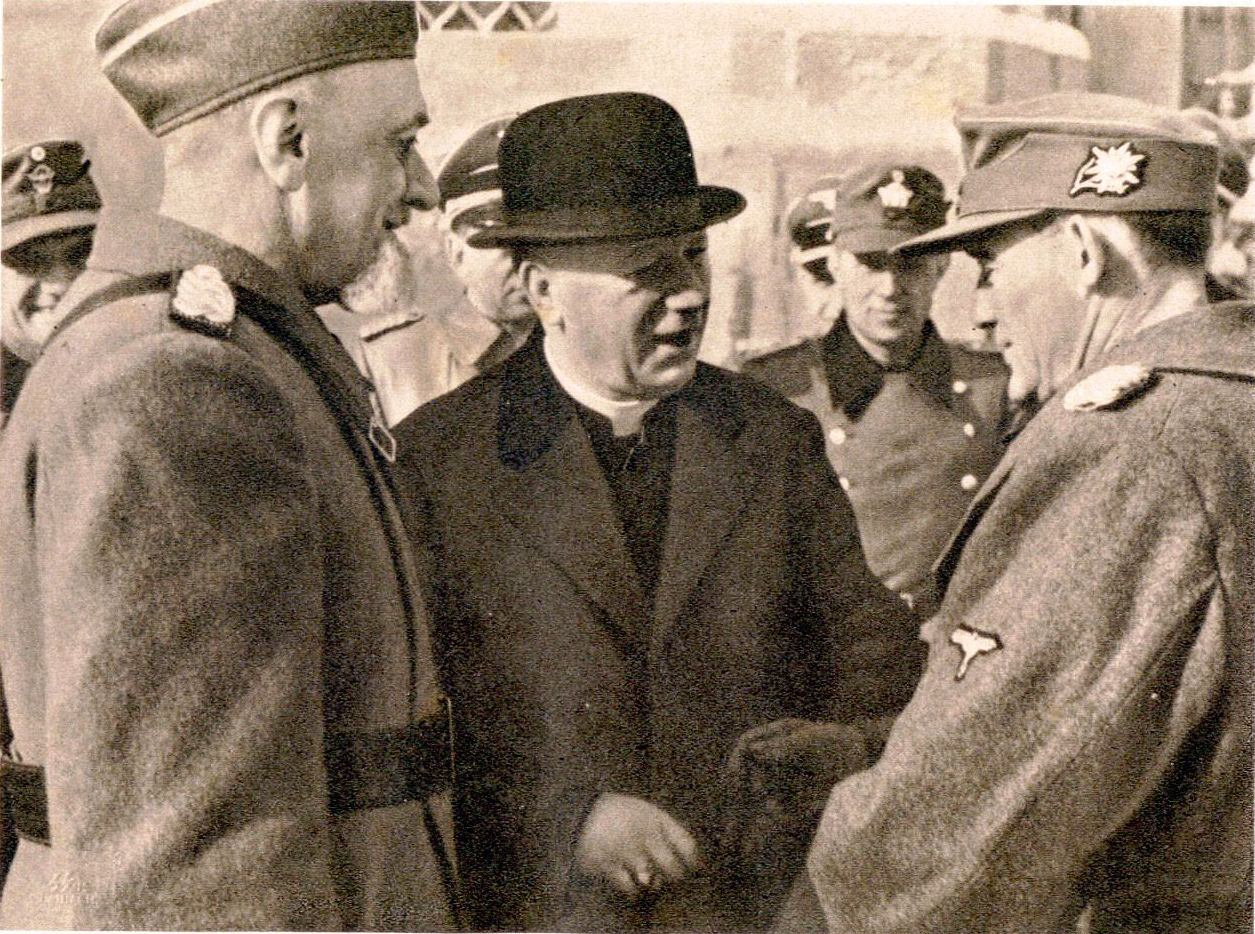
Leon Rupnik met de aartsbisschop van Ljubljana, Gregorij Rožman, en SS-generaal Erwin Rösener in 1944/1945.

Op 5 mei 1945 vluchtte hij uit Ljubljana naar Karinthië voor het Joegoslavisch Volksleger (JLA), waar hij zich overgaf aan de Engelsen. Hij werd overgeplaatst naar Italië en later na politieke en diplomatieke druk uit Joegoslavië op 2 januari 1946 overgeleverd aan de JLA. Het proces tegen Rupnik begon op 23 augustus en op 30 augustus 1946 veroordeelde de krijgsraad van het vierde leger van de JLA hem ter dood door executie. Het vonnis werd gesteund door het hooggerechtshof van de JLA en een verzoek voor gratie werd op 2 september geweigerd. Het vonnis werd voltrokken op 4 september 1946 aan de voet van de Golovec heuvel. Zijn laatste woorden waren "Lang leve het Sloveense volk!"